# Универзитет у Калгарију
Универзитет у Калгарију (енгл. University of Calgary) је државни универзитет у Калгарију. Основан је 1944. године као огранак Универзитета у Алберти, основан 1908. године, пре него што је 1966. покренут као посебан аутономни универзитет. Састоји се од 14 факултета и преко 85 истраживачких института и центара. Један је од најбољих универзитета у Канади.